# Jan de Wit (schip, 1917)
De bakdeksalonkruiser Jan de Wit is een varend monument dat genoemd is naar Johan de Witt, raadpensionaris van Holland. Het schip is in 1917 gebouwd als parlevinker en voer onder de naam Parlevinker met voornamelijk werklieden, proviand en klein materieel tussen Harlingen/Makkum en de werkeilanden van de Wieringermeer inpoldering en de afsluiting van de Zuiderzee. De bemanning bestond uit twee personen. Schipper/eigenaar was tot 1936 Kees Stellingwerf, hij voer in opdracht van de N.V. Maatschappij tot Uitvoering van Zuiderzeewerken (MUZ).

## Geschiedenis
Rond 1936 was de Parlevinker bij de Zuiderzeewerken niet meer nodig. De eigenaar hij verkocht het schip daarom aan een neef die timmerman was in Amsterdam. Deze verbouwde het tot 'jacht' geschikt voor de regio Amsterdam, de stuurhut werd daartoe inklapbaar gemaakt. Lang heeft hij er geen gebruik van kunnen maken want  tijdens de oorlog werd het schip afgezonken om niet in handen van de bezetter te vallen.								
Na de oorlog werd het schip weer opgeknapt door een zeeverkennersgroep in Amsterdam, die er ook de huidige motor in plaatste. Rond 1950 kreeg het de naam Jan de Wit. Door het gebruik voor jeugdwerk liep het vaartuig de nodige krassen op en was het begin jaren 1960 uitgeleefd. Het werd verkocht aan een jong Amsterdams stel, dat het schip gerestaureerd heeft en er een nieuwe stuurhut op heeft laten zetten.
Na ruim 20 jaar in hun bezit, ging het schip over in handen van een Engels docentenechtpaar. Zij hebben ermee door Europa en vooral door Frankrijk gevaren. Voor die grote tochten werd er een douche bij ingebouwd. In de loop van de 1990 ging het over naar een artsenechtpaar uit Almere. In 2005 meldden zich nieuwe eigenaren voor het inmiddels wederom sterk verwaarloosde schip.

## Restauratie 2007
Het schip is van geklonken potijzer 5 mm, maar was op de waterlijn verrot, lek en in bijzonder slechte staat. Door het maken van een verantwoord restauratieplan met hulp van deskundigen (een museumdirecteur, werf gebr. Tiekstra en scheepstimmer- en restauratiebedrijf Van der Zwan met de technisch commissaris van de Vereniging van Booteigenaren Oude Glorie) en een lening van het Prins Bernhard Cultuurfonds, kon het schip worden gerestaureerd.
De romp werd kaal gemaakt en opgeknapt, waarbij het onderwaterschip voor driekwart werd vernieuwd. De waterlijn werd compleet gerestaureerd. Het nieuwe voordek kreeg ook nieuwe dekspanten. Ook werd de stuurhut afgebroken en op basis van de originele stalen constructie opgebouwd met massief mahonie, conform de stijl van eind jaren dertig van de twintigste eeuw.
Na een jaar kon in 2007 de maidentrip weer gemaakt worden en fungeerde de Jan de Wit als openingsschip bij Maritiem ’s-Hertogenbosch. De Jan de Wit was een van de historische schepen die hebben deelgenomen aan de Koningsvaart 2013 en was dan ook in de 'Koningsvijver'.

## Liggers Scheepmetingsdienst
| Meetnummer | District en volgnr. | Meetdatum         | Meetplaats | Lengte [m] | Breedte [m] | Inzinking [m] | Waterverplaatsing [ton] | Naam        | Eigenaar       | Domicilie |
| ---------- | ------------------- | ----------------- | ---------- | ---------- | ----------- | ------------- | ----------------------- | ----------- | -------------- | --------- |
| A6202N     | Amsterdam           | 30 september 1927 | Zaandam    | 11,96      | 3,11        | –             | 15,369                  | PARLEVINKER | K.Stellingwerf | Harlingen |

## Trivia
- Met enige regelmaat schenken media aandacht aan het schip.[4] Zelfs in Japan. Een team van vier personen van de Japanse tv heeft drie dagen meegevaren naar en tijdens Sail Amsterdam 2015.
- Gerard Hendriks schilderde in 2018 een aquarel van de Jan de Wit.[5][6]